# Gerrit Smith Miller
Gerrit Smith Miller (ur. 6 grudnia 1869 w Peterboro w stanie Nowy Jork, zm. 24 lutego 1956 w Waszyngtonie) – amerykański zoolog.
Miller urodził się w wiosce Peterborough w pobliżu Syracuse w 1869. Ukończył studia na Uniwersytecie Harvarda w 1894 i pod okiem Clintona Merriama rozpoczął pracę dla Departamentu Rolnictwa Stanów Zjednoczonych. W 1889 został asystentem kustosza w Narodowym Muzeum Stanów Zjednoczonych w Waszyngtonie, w sekcji ssaków. W latach 1909–1940 pełnił funkcję kustosza zbiorów.
W 1906 Miller wziął udział w podróży naukowej do Francji, Hiszpanii i Tangeru, skąd przywieziono liczne okazy fauny i flory. Biolog opublikował w 1915 wyniki swoich badań dotyczących ewolucji człekokształtnych w odniesieniu do odkrycia człowieka z Piltdown.
Zoolog jako pierwszy opisał następujące rzędy, podrodziny, rodzaje, gatunki i podgatunki fauny: nury (rząd Gaviiformes, wraz z Wetmorem, 1926), Saimiriinae (podrodzina małp szerokonosych, 1900), Sciurotamias (rodzaj gryzoni z rodziny wiewiórkowatych, 1901), Chionomys (rodzaj gryzoni z podrodziny nornikowatych, 1908), Crocidura andamanensis (ssak z rodziny ryjówkowatych, 1902), Simias concolor (nosacz mentawajski, 1903), Crocidura beatus (ssak z rodziny ryjówkowatych, 1910), Lipotes vexillifer (delfin chiński, 1918), Ursus americanus californiensis (podgatunek baribala, 1900), Felis silvestris grampia (podgatunek żbika, 1907), Meles meles arcalus (podgatunek borsuka, 1907), Vormela peregusna negans (podgatunek perewiaski, 1910), Procyon lotor pumilus (podgatunek szopa pracza, 1911), Bassariscus astutus nevadensis (podgatunek norki kalifornijskiej, 1913),

## Prace naukowe zoologa
- 1894: Directions for preparing study specimens of small mammals
- 1901: Results of the Study of North American Land Mammals to the Close of the Year 1900
- 1907: The Families and Genera of Bats
- 1912: Catalogue of the Land Mammals of Western Europe